# Úrsula Salvà Salvà
Úrsula Salvà Salvà, (Llucmajor, Mallorca el 1856 - Llucmajor, 1920) fou una glosadora mallorquina. Amb una formació autodidacta improvisava les seves gloses a partir de les experiències de la vida quotidiana. No publicà cap obra ni participà en glosats, tanmateix es conserva un manuscrit redactat entre 1881 i 1884, que duu per títol Cansons de diferents cosas fetas per Ursula Salvá y Salvá amb cançons de tema religiós, el qual conté un entremès titulat Entremés de sa taula vermeya.